# ガイド (テレビ放送)
テレビ放送におけるガイド、あるいはガイドタイム、ガイド枠（ガイドわく）とは、一般に、番組編成の便宜のために基本番組表上に設けられる、番組と番組のあいだの5分程度の埋め合わせの放送枠のことをさす。多くはミニ番組の形を取る。
番組宣伝の特別番組などに付けられるタイトルに「○○直前ガイド」といったものがあるが、このように番組を紹介する意味でタイトルに使われる例は含まない。

## 概要
ガイド枠は、以下のような事情で設けられる。
- 番組の改編
- 番組の打ち切り
- コマーシャルメッセージ（CM）枠販売の戦略上、局側が意図的にまとまった空白時間を設ける場合[1][2]。

番組編成によっては、5分程度の空き枠が生じ、なおかつこの空き分を前後の枠に合体させることが難しく、さらにこの枠に見合う番組を調達・確保することができない場合がある。かといって隙間をつくるわけにいかない（放送事故とみなされる）ため、何らかの映像および音声を流す必要がある。
あるいは、枠買い取り・持ち込みによるインフォマーシャルなどで、番組表に表記する番組名について、放送局側で商品名や会社名を載せないとの判断に至り、番組名をぼかす場合が生じる。
こうしてできた枠に「ガイド」等の固有のタイトルをつけることで、番組表の空白を充填している。このような措置は、キー局、ローカル局を問わず時折見られる。
ガイド枠における放送内容には、以下のようなものがある。
- CM - ガイド枠で集中的に放送するためのCMを、かつての日本民間放送連盟放送基準では「案内コマーシャル」と呼んだ（2004年改正まで）[2][3]。国によってはCMを連続編成できない自主規制ルールなどがあり、日本特有の事象[要出典]である。
- インフォマーシャル - テレビショッピング、イベント告知、プレイガイド情報
- 番組宣伝
- 局名告知

5分間ずっと同じ種類のコンテンツが流れ続ける場合や、混成の場合がある。
タイトルについては、局によって「お知らせ」という表記が用いられていることもある。他にも、時期によって特別な表現を用いる局もある（青森テレビにおける「年賀ガイド」など）。

## 実例

### 地上波
- 日本テレビでは2013年12月まで、月 - 木曜15:55（「イブニングプレス donna」終了後） - 15:58（「ドラばらっ!」開始前）に「ガイド」が設けられていた。
  - 「ドラばらっ!」の開始定刻が15:55だった時期は、不定期に16:00開始となり、その開始前の5分間が「ガイド」となることがあった。
  - 　2010年代後半以降、深夜25時台の5分間ないし6分間に「ガイド」を設けている。
- テレビ東京では、日曜17:15 - 17:20（2008年10月 - 2013年9月[4]）が「ガイド」となっていた。系列局によっては、2014年10月現在も行っていることがある。
  - また、2009年4月中旬 - 6月は、月曜20:54のミニ番組枠（系列6局ネット）にて「ラックス」（ユニリーバジャパン）の5分間のロングCMまたはインフォマーシャル[5] を放映したものの、番組名に企業名や商品名を載せられない都合上「ガイド」と表記された。全国ネットの番組で「ガイド」となるのは極めて珍しい事例である。
- フジテレビ系列で日曜の16:05から全国ネットの特番が組まれる場合、16:00からの5分間が「ガイド」となるケースが多発する[6]。局によっては、17:20（17:25）からの5分間も「ガイド」扱いになることがある。
- テレビ朝日ではNETテレビ時代には「みんなでみましょう」、テレ朝に局名が変わってからは「ファミリータイム」と称している。
- ABCテレビ（朝日放送）では、深夜時間帯に天気予報に続き「お知らせ」が毎日設けられている[7]。この他にも「ガイド」の枠が設けられる場合がある。
- MBSテレビ（毎日放送）で日曜の9:54 - 10:00(サンデーモーニング終了後）及び11:24 - 11:30（サンデージャポン終了後）が「ガイド」に設定されているが、日曜日当日の番組表には前の番組に内包されている。
  - MBSラジオでも、日曜早朝（4:28-30）と月曜早朝（4:54-55）に『ラジオガイド』と呼ばれる同様の枠がある。

### BSデジタル放送
- BSジャパン…Jナビ ※番組表を見る限り、番組宣伝枠かガイド枠かの区別がつかない。

## 「ガイド」を除く埋め合わせ例
上記の理由で生じた枠を、外部の番組配給会社からの番組を埋め合わせに用いるケースもある（穴埋め番組）。この方法が使われるのは空きが10 - 30分である場合がほとんど。
- 5分：「カメラ自然百科」、「星の子ポロン」ほか
- 10分：「グルメにCHU」ほか
- 15分：「究極☆黄金!?グルメじゃぱん」ほか